# Golfinho-de-risso
O golfinho-de-risso (Grampus griseus), também chamado de golfinho-grampo ou moleiro, é um cetáceo da família dos delfinídeos, sendo o único a pertencer ao seu Gênero.

## Taxonomia e evolução da espécie
O nome desta espécie deriva da pessoa que a descreveu inicialmente – M. Risso. Mais tarde, em 1812, G. Cuvier aproveitou essa descrição para "registar" a espécie.
São geneticamente mais parecidos com falsas-orcas (Pseudorca crassidens), baleias-piloto (Globicephala macrorhynchus e Globicephala melas), golfinhos-cabeça-de-melão (Peponocephala electra) e orca-pigmeu (Feresa attenuata).
Não são reconhecidas quaisquer subespécies de golfinho-de-Risso, sendo no entanto conhecidas algumas populações, ainda que não se saiba bem a área vital de cada uma – e se existe.

## Morfologia
O golfinho-de-Risso é a quinta maior espécie de delfinídeo conhecida, com adultos que possuem até 3 metros de comprimento (média), podendo ocasionalmente atingir os 4 metros e 500 kg e sem qualquer dimorfismo sexual significativo.
Esta espécie possui uma parte anterior do corpo mais robusta que a posterior e uma cabeça de forma distintiva e sem bico, com o melão largo, quadrado de perfil e alongado, pensando-se que permite uma emissão única de som.
As barbatanas peitorais são longas e em forma de foice e a dorsal é alta, erecta e ligeiramente angular, sendo a segunda maior barbatana dorsal de delfinídeo, proporcionalmente ao tamanho do corpo, apenas ultrapassada pela da orca (Orcinus orca) – razão pela qual ambas as espécies são muitas vezes confundidas no mar.
O maxilar superior, sem dentes funcionais, estende-se um pouco mais quando comparado com a mandíbula, que possui 2 a 7 pares de dentes relativamente grandes e cónicos. Excepcionalmente podem encontrar-se pequenos dentes na maxila superior. Esta dentição está adaptada ao seu tipo de alimentação.
Os padrões de coloração mudam bastante ao longo das diferentes idades: as crias são cinzentas a acastanhadas aquando do nascimento, escurecendo à medida que crescem e adquirindo um tom cinzento claro, interrompido por cicatrizes brancas por todo o corpo, à medida que maturam. Numa idade mais avançada, os indivíduos mais idosos chegam mesmo a ser completamente brancos.
As cicatrizes, provenientes de feridas superficiais causadas pelos dentes não só de conspecíficos, mas também de outras espécies que nadem com eles não voltam a pigmentar, durante períodos muito longos, permanecendo brancas – característica aproveitada para foto-identificação.

## Distribuição espacial
Esta espécie é pelágica, com uma variada distribuição – águas tropicais às temperadas de ambos os hemisférios (só muito raramente são encontrados em águas abaixo dos 10 °C), equivalente a latitudes entre os 60ºN e 60ºS – habitando zonas de vertente continental, águas oceânicas profundas entre os 400-1000m, zonas off-shore de ilhas e arquipélagos, sendo mais comuns na periferia de montes submarinos, escarpas e áreas de topografia irregular, nunca se afastando em demasia da costa.
Os padrões sazonais de distribuição e a sua abundância parecem estar relacionados com temperatura das águas superficiais – entre os 15 e 20 °C – e mudanças de abundância de presas – os fenómenos de upwelling, com mistura das águas superficiais e oceânicas na superfície das vertentes, agregam o zooplâncton e micronecton, criando condições que atraem cefalópodes, incluído algumas lulas que habitam zonas mais profundas dos oceanos, e outras presas destes animais. Nos locais que conservem estas condições verificam-se os picos de abundância da espécie.

## Migrações

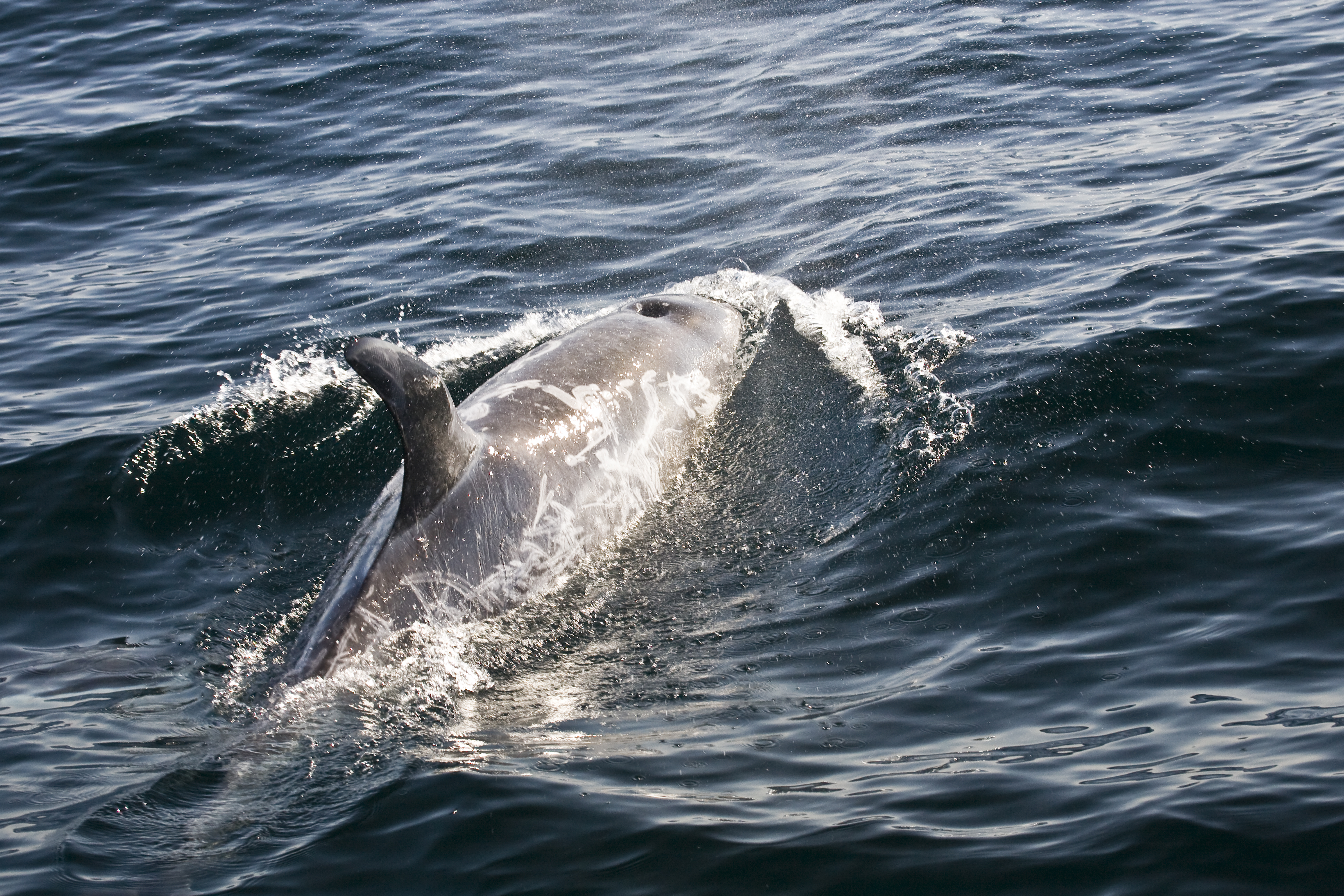
Golfinho-de-Risso nadando em Morro Bay.

Embora esta espécie tenha uma distribuição regular ao longo de todo o ano, podem existir pequenas migrações onshore/offshore em algumas áreas.
Em alguns locais, como por exemplo nos Açores (Portugal), parece existir uma certa fidelização ao local, pelo menos por parte da população.
Contudo, noutros locais, parece existir uma certa sazonalidade, sendo mais abundantes no norte da Escócia no verão, e no Mediterrâneo no inverno. Foram ainda registadas sazonalidades no Atlântico Nordeste, águas costeiras da Britânia e costa sudeste da África do Sul.
As migrações reprodutoras de verão (caracterizadas por grupos de 20-30 animais com estômagos vazios e fêmeas com grandes fetos) e as migrações de alimentação no inverno (caracterizadas por grupos de 200 animais com estômagos cheios e fêmeas com pequenos fetos) têm sido observadas no Japão.
Dados preliminares de foto-identificação sugerem ainda movimentos longos desta espécie, não demonstrando elevado grau de fidelidade ou uso específico de determinadas áreas.

## Ciclo de vida
Sabe-se muito pouco sobre o ciclo de vida reprodutivo da espécie, sendo a maioria adaptado através de estimativas realizadas ao longo dos tempos.
Diversos autores estimaram a idade da primeira maturação da espécie aos 11 anos; pensa-se que o período de gestação demorará 13-14 meses e que será seguido de um período de pausa reprodutiva que se prolongará por 2,4 anos; a última idade de reprodução rondará os 38 anos.
As taxas de sobrevivência das crias são de 0,87 e dos adultos de 0,95.
A sazonalidade dos nascimentos varia com a área geográfica: no Atlântico norte e Pacífico oeste parece haver um pico de crias no verão e no Pacifico esse pico parece ser no inverno.
Segundo as estimativas, o golfinho-de-Risso mais velho conhecido teria 34,5 anos.

## População – números e tendências
Esta espécie organiza-se em populações pouco densas, tendo abundâncias relativamente baixas quando compradas com as de outros mamíferos marinhos.
Apesar das várias tentativas para estimar populações em diferentes áreas, ainda não se sabe bem o número de indivíduos existentes.
Os golfinhos-de-risso tendem a formar grupos, sendo que estes são de tamanho pequeno a moderado (por volta dos 100 indivíduos), sendo a média de 30 indivíduos. Pensa-se que os grupos maiores (há relatos de cerca de 4000 indivíduos) se formarão em resposta a uma elevada abundância e concentração de recursos.
A vida em grupo oferece-lhes grandes vantagens, como por exemplo um menor risco de predação e uma facilidade e protecção durante o período de alimentação: as suas presas são cefalópodes de profundidade e a vida em grupo permite não só cobrir uma maior área em busca dos mesmos, como também um acompanhamento permanente das crias que possam existir à superfície, enquanto outros elementos do grupo mergulham.
Na Ilha do Pico (Açores), os grupos incluem de 1 a 61 indivíduos com uma média de 13, existindo associações fortes entre machos adultos de tamanhos semelhantes e fêmeas adultas, variando consoante crias estão ou não presentes.
De uma maneira geral, os grupos mais pequenos são os que demonstram maior fidelidade, juntamente com grupos constituídos por indivíduos do mesmo sexo e de idades semelhantes (hipótese proveniente de dados de arrojamentos e grupos em cativeiro).
Apesar da possível fidelização de alguns grupos, pensa-se que os machos viajam entre estes, mantendo assim um bom pool genético da espécie.

## Alimentação
O período de alimentação parece ser predominantemente nocturno devido à ecologia das suas presas – cefalópodes.
Os cefalópodes mais predados parecem ser lulas mesopelágicas e outros com movimentos verticais circadianos. A análise de conteúdos estomacais, de animais arrojados a Sudeste de África, revelou uma grande abundância de Loligo vulgaris reynaudii (presa primária), Lycoteuthis diadema, Argonauta nodosa, Octopus magnificus e Ancistrocherius lesueur. Já na Escócia, País de Gales e Inglaterra, uma das presas mais abundantes foi Eledone cirrhosa.
Em Espanha a maior parte das espécies encontradas pertenciam à Família Argonautidae, Ommastrephidae, Histioteuthidae e Onychoteuthidae. Todaroes sagittatus é considerada a presa mais energética, devido ao tamanho de alguns dos seus espécimes.
A maior parte das espécies encontradas são bioluminiscentes, contribuindo grandemente para a sua detecção.
Também já foram encontradas escamas de peixes cicloides e briozoários no estômago de um juvenil encontrado a este de Espanha, contribuindo para a suposição de que a dieta desta espécie pode variar consoante a idade (pensa-se também que poderá variar consoante o sexo); no estômago de 2 adultos foram ainda encontradas espécies de tunicados, pensando-se que a dieta sobre estes foi subvalorizada ao longo dos tempos. Este erro pode advir do facto destes animais serem compostos essencialmente por água, “dissolvendo-se” rapidamente no estômago.

## Comportamento e sociabilidade
Os golfinhos-de-risso são vistos geralmente à superfície, demonstrado movimentos lentos, mas podem ser energéticos e activos, saltando fora de água (breaching), nadando rapidamente à superfície (porpoising) e, ocasionalmente, surfando as ondas formadas pelos navios. Acontece também virem à superfície para espiar barcos e os seus observadores.
No Mar Mediterrâneo são vistos muitas vezes numa posição estática invertida (head-standing), chegando a estar nestas posições 10 a 20 segundos. A razão porque o fazem permanece um mistério.
Tal como já referido (ver População – números e tendências), formam grupos que podem variar com idade e sexo, mas que geralmente são estáveis entre fêmeas, sendo que os machos rodam entre si, mantendo a estabilidade genética das populações.
Globalmente, os golfinhos-de-risso são observados em grupos mistos com outras espécies incluindo botos-de-dall (Phocoenoides dalli), golfinhos-de-laterais-brancas-do-pacifico (Lagenorhynchus obliquidens), golfinhos-do-crepúsculo (Lagenorhynchus obscurus), golfinhos-lisos-do-norte (Lissodelphis borealis), Tursiops sp., Delphinus sp., género Stenella, Globicephala sp., baleias-cinzentas (Eschrichtius robustus), baleias-comum (Balaenoptera physalus) e cachalotes (Physeter macrocephalus).
Apesar de ser uma espécie social, existem registos de comportamentos agressivos para com baleias-piloto-tropical (Globicephala macrorhynchus).
Já foram registados híbridos entre golfinhos-de-risso e roazes-corvineiros (Tursiops truncatus) tanto no meio natural como em cativeiro.

## Acústica
O reportório de sons desta espécie inclui uma variedade de cliques e assobios usados tanto para ecolocalização como para comunicação.
Os cliques de ecolocalização em animais livres têm uma média de duração de 40μs com picos de frequência que rondam os 50 kHz e níveis de fonte entre os 202-222 dB e 1μPa (pico a pico). No entanto, os golfinhos-de-risso têm uma capacidade auditiva bastante desenvolvida, podendo ouvir frequências dos 30 kHz até aos 100 kHz.
Philips et al., (2003) monitorizou um golfinho-de-risso treinado, estabelecendo que a espécie ecolocaliza e que, embora as amplitudes e frequências sejam um pouco mais baixas, os cliques emitidos são semelhantes aos de outras espécies de ondontocetes (baleias com dentes).
Um dos motivos apontados para uma eficiência fora do normal deste delfinídeo relativamente à emissão de som e respectiva audição, resulta da sua especificação relativa à alimentação. Uma das características mais reflectoras de som nos peixes deriva da presença de uma bexiga natatória. Ao contrário dos peixes, os cefalópodes – presa principal desta espécie - não possuem este órgão, sendo por isso mais difíceis de detectar, requerendo uma maior especialização na ecolocalização.
Esta espécie possui ainda uma capacidade única na emissão de cliques para dentro de água, quando comparada com outros odontocetes – roaz-corvineiro (Tursiops truncatus), falsa-orca (Pseudorca crassidens), beluga (Delphinapterus leucas) e boto-comum (Phocoena phocoena) – já que se pensa que esta provirá do topo do melão, em vez de do centro, como acontece nos outros.
Pensa-se que as capacidades auditivas destes golfinhos, tal como noutras espécies de mamíferos, vão diminuindo com a idade.

## Ameaças
Predação
Existe pouca informação relativamente aos riscos que os golfinhos-de-Risso enfrentam. No entanto, predadores como o grande tubarão-branco (Carcharodon carcharias), ou a orca (Orcinus orca) e falsa-orca (Pseudorca crassidens) são prováveis (afirmações baseadas em observações feitas a animais feridos, especialmente crias).
Na população do Mediterrâneo a predação é considerada uma causa de mortalidade muito baixa para os cetáceos de pequeno porte, sendo pouco significantiva nesta espécie.
Nas águas costeiras do Reino Unido foi reportado um ataque de roaz-corvineiro (Tursiops truncatus) a uma cria de golfinho-de-Risso, sendo o único relato de tal situação.
Parasitas
Alguns parasitas encontrados nos golfinhos-de-Risso podem ter efeitos de mortalidade, como o protozoário Toxoplasma gondii. Este é comum em áreas costeiras, mas apenas animais debilitados correm o risco de contrair o parasita ficando seriamente doentes. Também são conhecidos parasitas como Crassicauda grampicola e Pennela sp. (parasitas gastrointestinais).
Ameaças causadas pelo Homem
Muitas actividades humanas ameaçam estes cetáceos e, infelizmente, muitas delas tenderão a aumentar no futuro:
1. Mortalidade Acidental e Ferimentos
• Causados pela pesca/ bycatch – mortalidade ou ferimentos devido ao enrolamento em redes de vários tipos (activas e passivas, palangres, armadilhas, redes fantasma e por pesca ilegal (uso de dinamite)).
• Causados pela poluição acústica – mortalidade ou ferimentos devido a perturbações crónicas por elevada exposição ao barulho.
• Causados por colisão com veículos – mortalidade ou ferimentos devido a colisões com veículos, quer no casco quer nas hélices.
2. Capturas propositadas
(captura viva para exibição em cativeiro ou morte para obtenção de produtos para consumo humano, isco para tubarão, por actos de retaliação pelos “estragos” causados em pescas/material de pesca e por desporto. Este tipo de capturas acontece essencialmente no Sri Lanka e Japão).
3. Barulho e perturbação directa
(por aproximações - intencionais ou não - causadoras de efeitos a longo prazo nas populações de golfinhos).
4. Falta de alimento
(por efeitos directos ou indirectos da pesca).
5. Contaminação xenobiótica
• Mudanças no ecossistema – mortalidade causada por reduções na qualidade do habitat (eutrofização, blooms de algas tóxicas, depleção de presas e espécies invasoras) e efeito de desenvolvimento na zona costeira.
6. Ingestão de resíduos sólidos
• Ingestão de materiais/objectos estranhos – mortalidade ou ferimentos por ingestão de plástico, madeira, têxteis, etc. que obstroem parte do tracto digestivo.
• Contaminação Química – mortalidade ou ferimentos por acumulação de contaminantes nos tecidos (passados essencialmente através da cadeia trófica) que proporcionam efeitos adversos nas funções e saúde dos mamíferos.
7. Mudanças climáticas
(implicam mudanças na abundância/distribuição das presas, mudanças na distribuição dos competidores, exposição a novas doenças, etc.)

## Estado de Conservação
A população mundial de golfinhos-de-Risso está classificada pela IUCN como Least Concern (Pouco Preocupante).
A população do Mar Mediterrâneo, Mar do Norte e Mar Báltico está incluída no Apêndice II do CMS. Contudo, esta espécie migra, sendo por isso mais produtivo abranger a espécie no Apêndice, em vez da população.
Por fim, os golfinhos-de-Risso estão ainda incluídos no Apêndice II do CITES.

## Arrojamentos
Arrojamentos em massa desta espécie são raros.
No Mar Mediterrâneo há registo de apenas um arrojamento de mais de 2 indivíduos vivos, que ocorreu a este de Espanha em 1994. Neste arrojamento de 5 indivíduos, os golfinhos foram devolvidos ao mar, tendo dado à costa na mesma área 4 deles cerca de 24 horas depois (1 adulto, 2 subadultos e 1 juvenil, todos fêmeas). O adulto foi tratado a grandes feridas em ambos os lados do corpo, assim como a problemas respiratórios agudos, tendo morrido 4 horas depois. Os outros 3, em mau estado, foram devolvidos ao mar e desapareceram.
Existem ainda relatos de arrojamentos em Marrocos, Argélia, Malta, Eslovénia, Croácia, Turquia e Israel.

## Cativeiro
O mercado para exemplares vivos concentra-se principalmente no Japão e Estados Unidos da América, embora sejam bastante raros quando comparados com outras espécies de cetáceos.
Vários híbridos com roazes corvineiros (Tursiops truncatus) foram relatados num aquário do Japão.